# 井上陽水奥田民生
井上陽水奥田民生（いのうえようすいおくだたみお）は、井上陽水と奥田民生の2人によって結成された音楽ユニット。
表記に関しては「井上陽水奥田民生」と書くのが正しく、「井上陽水 奥田民生」（スペース入）や「井上陽水・奥田民生」（中点入）は誤りである。

## メンバー
- 井上陽水（ボーカル・ギター）
- 奥田民生（ボーカル・ギター）

## 概要
井上の息子が聴いていたユニコーンの「雪が降る町」の歌詞を井上が気に入り、奥田にその歌詞を書き写した手紙を送ったことが出会いのきっかけ。その後、小泉今日子の「月ひとしずく」やPUFFYの「アジアの純真」などの共作を経て、自然発生的にセッションを重ね、結成に至った。
1997年にシングルとアルバムをリリースした後は、ライブツアーも行わないまま10年近くが経ち（イベント等の出演はあった）、2006年にシングルをリリースし再始動した。2007年には2枚目のアルバムをリリースした後、初のライブツアーも行った。
作曲作業は合宿を行い、2人が別々の部屋で部分的に作成したものをやりとりしながら仕上げていく方法をとっている。一方が全体の作詞をし、もう一方が全体の作曲をした楽曲もあるが、クレジットは全て「作詞・作曲/井上陽水奥田民生」で統一されている。レコーディングは、奥田のレコーディングメンバーで行われ、そこに井上が参加する形になる。
「ありがとう」の再発売盤を除き、シングルとアルバムは双方の所属レコード会社であるフォーライフミュージックエンタテイメントとSME Recordsからの2種類のリリースとなっている。
奥田が2007年に「笑っていいとも!」の「テレフォンショッキング」に出演した際には井上も登場し、急遽「井上陽水奥田民生」としての出演になった。

## ディスコグラフィ

### シングル
1. ありがとう/cw．侘び助（ボツテイク）（1997年2月13日）
サッポロビール<生>黒ラベルCMソング
2. パラレル・ラブ/cw．クリスマス・バニラシェイク（2006年12月20日）

### アルバム
1. ショッピング（1997年3月19日）
2. ダブルドライブ（2007年2月21日）

### DVD
1. Double Shopping Drive（2007年7月25日）※この作品は、SME Recordsからのみの発売となる。

## 提供曲
- 小泉今日子「月ひとしずく」（小泉も作詞に参加している）
- PUFFY「アジアの純真」、「渚にまつわるエトセトラ」、「オリエンタル・ダイヤモンド」（共に作詞が井上、作曲が奥田）